# Dos tipos de cuidado
Dos tipos de cuidado és una pel·lícula mexicana filmada a l'agost de 1952 i estrenada el 5 de novembre de 1952 al cinema Mariscala de la ciutat de Mèxic. És una comèdia ranxera protagonitzada pels dos grans ídols de la cinematografia mexicana: Jorge Negrete i Pedro Infante. Produïda per David Negrete i escrita i dirigida per Ismael Rodríguez.
Aquesta és l'única pel·lícula protagonitzada per Jorge Negrete al costat de Pedro Infante. És per a molts la millor comèdia mexicana. L'anècdota de la història no és massa transcendent, no obstant això l'escena de les "Coplas" és un dels moments clàssics del cinema mexicà.

## Sinopsi
És la història de dos bons amics: Pedro Malo i Jorge Bueno. Van sortir amb María (la germana de Jorge) i Rosario (cosina de Pedro) junts, i eren parelles felices. Ha passat un any i les parelles ja no estan juntes. Jorge va portar el seu cotxe a una estació de servei quan un vell amic li va dir que Pedro havia tornat al poble. Ja no són amics, de fet són enemics perquè Pedro, fa poc temps, es va casar amb la xicota de Jorge i la cosina de Pedro, Rosario.

## Repartiment
- Jorge Negrete... Jorge Bueno
- Pedro Infante... Pedro Malo
- Carmelita González... Rosario
- Yolanda Varela... María
- Carlos Orellana... Don Elías
- José Elías Moreno... El General
- Queta Lavat... Genoveva
- Arturo Soto Rangel... Doctor
- Mimí Derba... Josefa, mare de Jorge
- Manuel Noriega... Doctor de Rosario

## Comentaris
Aquest film ocupa el lloc 34 dins de la llista de les 100 millors pel·lícules del cinema mexicà, segons l'opinió de 25 crítics i especialistes del cinema a Mèxic, publicada per la revista Somos en juliol de 1994.

Un aspecte interessant de la història és que mantenen els noms de pila dels cantants. Jorge Negrete és Jorge Bueno i Pedro Infante és Pedro Malo. No obstant això al final de la història un s'explica el comportament de Pedro i el noble que en realitat ha estat. No vaig agafar el comportament de Jorge. No obstant això tots dos arriben a acord sense importar-li l'opinió de la gent i arribant a la festa final on ocorre les típiques histories d'embolics.